# Strukturpolitik
Strukturpolitik er et hyppigt anvendt begreb, som omfatter en række økonomisk-politiske virkemidler, hvis formål er at få markedsmekanismen til at fungere bedre på bestemte områder. Hvor konjunkturregulerende foranstaltninger, f.eks. finanspolitiske indgreb påvirker økonomien på kortere sigt, er det strukturpolitikkens mål at påvirke især arbejdsmarkedet og kapitalmarkederne, samt markeder for vare- og tjenesteydelser på længere sigt. I givne situationer kan strukturpolitikken dog også have en hurtig effekt, f.eks. når stramninger på f.eks. arbejdsmarkedet virker afdæmpende på ophedningen af økonomien. Væsentlige strukturpolitiske instrumenter er love og regler, kontrolfunktioner, tilskud og skatter, men også forskning i innovation anses for et strukturpolitisk initiativ.

## Arbejdsmarkedet
Arbejdsmarkedet er et strukturpolitisk fokusområde, bl.a. fordi strukturelle barrierer (strukturledighed) kan være en væsentlig årsag til høj og vedvarende arbejdsløshed. Strukturpolitikken kan sigte mod at reducere strukturledigheden ved fx at øge den faglige og geografiske mobilitet eller forbedre de kortvarigt uddannedes kvalifikationer.. I den nyliberale tradition anvendes der ligeledes strukturpolitiske initiativer for at skabe en mere fleksibel løndannelse og reducere fordelene ved at oppebære dagpenge. Teorien bag ræsonnementet bygger på antagelsen om, at virksomhedernes omkostninger stiger,når incitamenterne for at søge arbejde er beskedne.
I forhold til markeder for vare- og tjenesteydelser er konkurrencelovgivningen en væsentlig del af strukturpolitikken, ligesom det er tilfældet for elementer af erhvervspolitikken.

## Uddannelse og forskning
Strukturpolitiske initiativer inden for uddannelse og forskning tilsigter som regel at øge produktiviteten eller skabe forudsætninger for nye produkter, f.eks. i brancher med nicheproduktion.

## Skattepolitik
Skattereformer kan have et strukturpolitisk sigte. F.eks. formodes en lempelse af marginalskatten at skabe incitamenter til at yde en ekstra arbejdsindsats på arbejdsmarkedet.